# Gereformeerde kerk (Fijnaart)

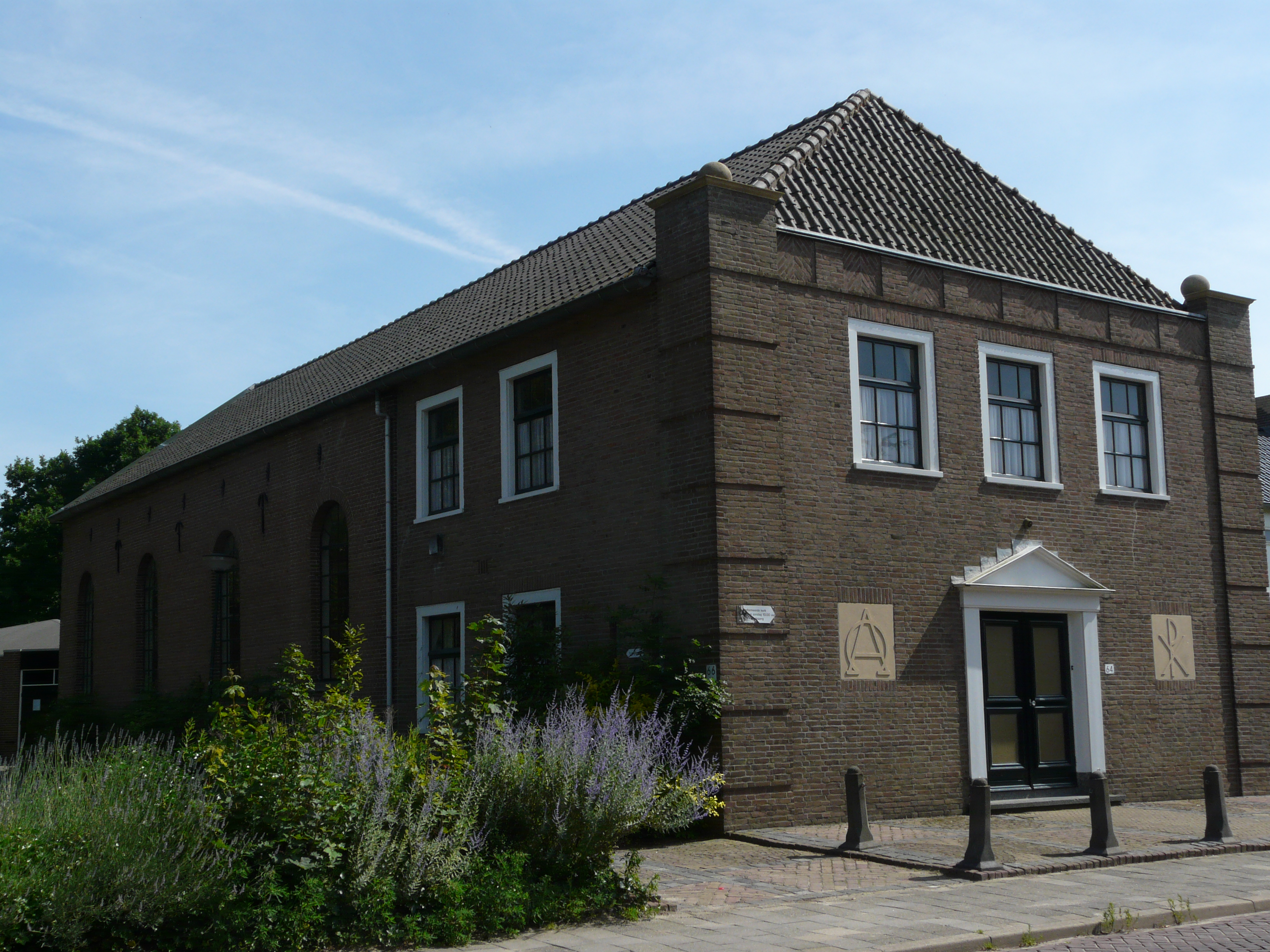
Gereformeerde kerk

De Gereformeerde Kerk (ook: Ontmoetingskerk) is een protestants kerkgebouw in de tot de Noord-Brabantse gemeente Moerdijk gelegen plaats Fijnaart. De kerk is gelegen aan de Wilhelminastraat 64.

## Bouw en interieur
De eigenlijke kerkruimte heeft rondbogige vensters. Reden daarvoor was dat men geen – met het katholicisme geassocieerde – gotische vormen wilde benutten. Architect was H. Segboer. De kerkruimte wordt overkluisd door een houten tongewelf.
Het voorgedeelte werd aangebracht in 1950 in traditionalistische stijl. De voorgevel wordt geflankeerd door twee pilasters met boven de ingangsdeur een driehoekig fronton. 
Het orgel dateert uit 1872 en werd gebouwd door Christian Gottlieb Friedrich Witte. In 1990 werd het in de Ontmoetingskerk geplaatst, nadat het eerder in andere kerken dienst heeft gedaan. De orgelkast is van 1914.

## Monumentstatus
Deze kerk is geklasseerd als gemeentelijk monument.